# Sosigenes
Sosigenes av Alexandria var en astronom i Alexandria i Egypten som enligt Plinius den äldre hjälpte Julius Caesar att reformera den romerska kalendern år 46 f.Kr. Sosigenes är därmed arkitekten bakom den så kallade julianska kalendern. Den tidigare romerska månkalendern gjordes vid denna tid om till en solkalender efter egyptisk inspiration, något som var nödvändigt för att få den romerska statsförvaltningen att fungera. Egypten hade då sedan närmare två årtusenden använt solkalendern som bas för taxeringsår; ett av de tidigaste vittnesbörden om detta finns i Första Moseboken när Josef ålägger egypterna en tjugoprocentig skatt under de sju goda åren för att klara de sju följande årens hungersnöd.
Sosigenes har bland annat fått en månkrater uppkallad efter sig tack vare sina insatser.